# Jules Pillevestre
Jules Pillevestre   (Belleville, 11 de novembre de 1837 - Montrouge, 27 de juny de 1903), nom real Pillevesse, fou un compositor francès del Romanticisme.
Estudià al Conservatori de París, on cursà violoncel, harmonia i fuga, assolint el primer premi d'harmonia el 1856. Poc temps després fou nomenat director d'orquestra del teatre du Vaudeville de París. És autor de l'opereta Robinson Crusoe estrenada el 1866 en el teatre de les Fantasies parisiennes.